# جو سوانبرگ
جو سوانبرگ (انگلیسی: Joe Swanberg؛ زادهٔ ۳۱ اوت ۱۹۸۱) یک کارگردان، تدوین‌گر، و هنرپیشه اهل ایالات متحده آمریکا است.
از فیلم‌ها یا برنامه‌های تلویزیونی که وی در آن فعالیت داشته است می‌توان به آثار زیر اشاره کرد.
- ۲۰۱۳ - هفت‌آیین
- ۲۰۱۳ - تو بعدی هستی
- ۲۰۱۳ - هم‌پیاله‌ها
- ۲۰۱۲ - وی/اچ/اس
- ۲۰۰۵ - بوسه بر دهان